# Белизский ботанический сад
Белизский ботанический сад (англ. Belize Botanic Gardens) — ботанический сад в Сан-Игнасио на западе Белиза.

## Описание

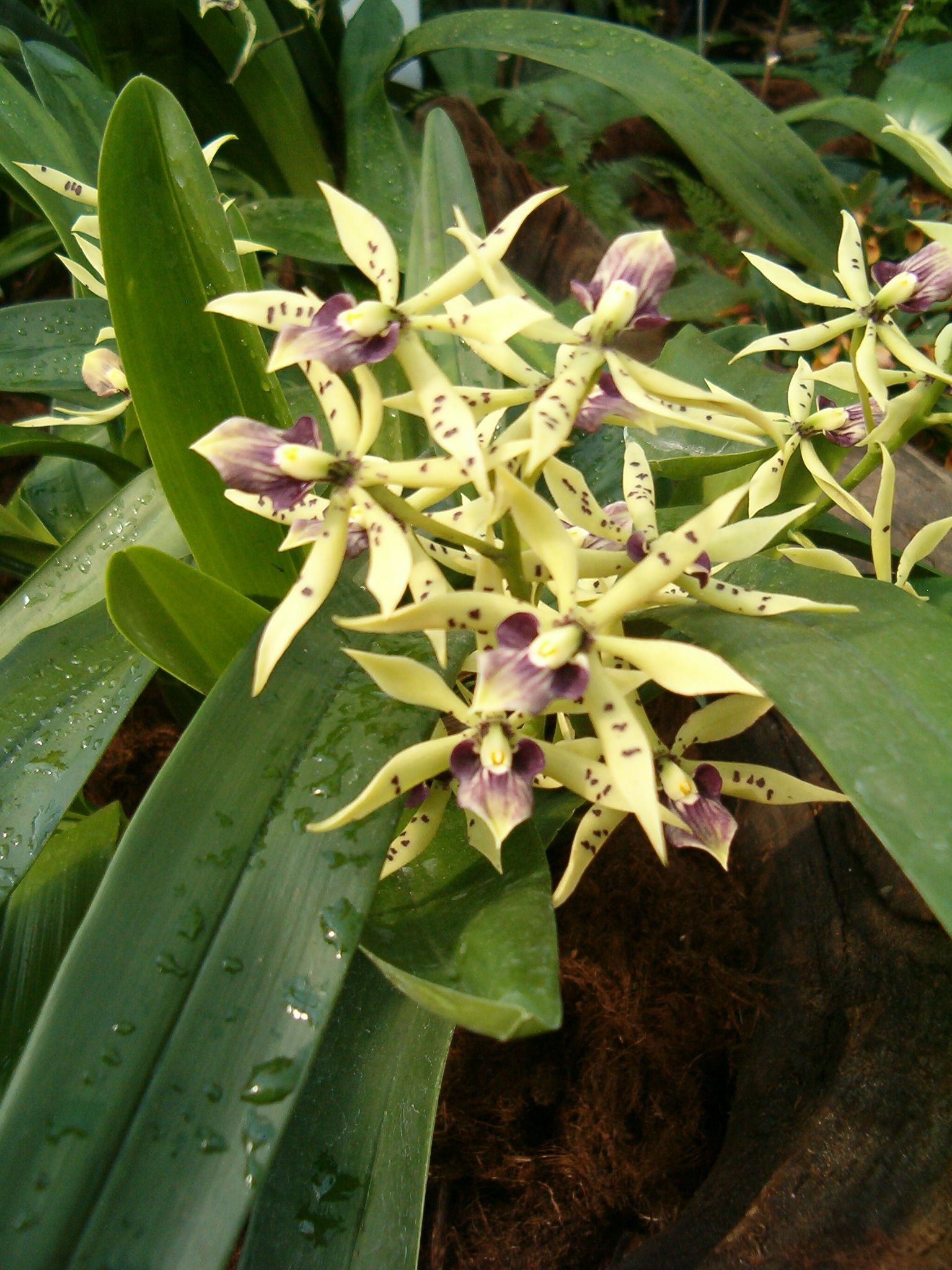
Символ Белиза орхидея Prosthechea cochleata в Белизском ботаническом саду

Ботанический сад расположен на территории площадью 18 га. Коллекция включает местные и экзотические растения, произрастающие в округе Кайо. Находится в долине на берегу реки Макаль в окружении предгорий горного массива Майя.
Основными направлениями деятельности являются содействие устойчивому ведению сельского хозяйства, сохранению и поддержанию коллекции и участие в природоохранном образовании. Образовательный аспект деятельности ботанического сада заключается в том, чтобы вдохновить посетителей на защиту растений и среды их обитания, повысить знания посетителей о мире растений.
Ближайшие археологические памятники майя включают Чаа-Крик, Кахаль-Печ и Шунантунич.

## История
В 1989 году Кен и Джуди Дюплой переехали жить в Белиз и купили землю, чтобы выращивать фруктовые деревья. Вскоре Кен Дюплой превратился в ботаника-любителя. В 1994 году он смог купить ферму, которая примыкала к их собственности на реке Макаль. Эта земля также подготовлена для возделывания, и они приложили все усилия для восстановления леса и поощрения возвращения птиц и диких животных. Со временем они приняли решение создать особую коллекцию растений для превращения в ботанический сад. Ботанический сад Белиза был официально создан в 1997 году.

## Коллекция
Коллекция растения ботанического сада сгруппирована следующим образом:
- Местные орхидеи
- Местные геликонии
- Местные пальмы
- Местные саговники
- Местные и экзотические тропические фруктовые растения
- Растения гор майя

В саду также воссозданы различные места обитания на территории Белиза:
- Саванна
- Влажный лиственный лес
- Прибрежный лес
- Сосны
- Внутренние лагуны Белиза
- Орхидеи Белиза